# كرافن الصياد
كرافن الصياد هو شخصية خيالية في مارفل كومكس من ابتكار ستان لي وستيف ديتكو،ظهرت الشخصية لأول مرة في أغسطس 1964.